# Después
Después (en inglés: Later) es una novela policial del escritor Stephen King. Fue publicada originalmente el 2 de marzo de 2021 en idioma inglés y el 21 de junio en idioma español. 

La novela entró en la lista de superventas del periódico The New York Times en el número 2, en la semana del 6 de marzo de 2021.

## Sinopsis
Jamie Conklin, el único hijo de una madre soltera, solo quiere tener una infancia normal. Sin embargo, nació con una habilidad sobrenatural que su madre le insta a mantener en secreto y que le permite ver aquello que nadie puede y enterarse de lo que el resto del mundo ignora. Cuando una inspectora del Departamento de Policía de Nueva York le obliga a evitar el último atentado de un asesino que amenaza con seguir atacando incluso desde la tumba, Jamie no tardará en descubrir que el precio que debe pagar por su poder tal vez es demasiado alto.

## Jamie Conklin
Es un joven adolescente (al principio es un niño) con un poder para ver a los muertos. En un principio, él no es consciente de este poder, no hasta que llega a la pubertad y se lo confiesa a su madre quien le incita a mantenerlo en secreto. También tiene una relación amistosa con una detective a la cual después odiará por los hostigamientos. También es víctima de un fantasma que en vida sembraba bombas en distintas partes de la ciudad.

## Liz Dutton
Es una detective corrupta que antes tenía una relación íntima con la madre de Jamie. Ella participaba como mula transportando drogas y para no perder su empleo, necesitó de Jamie y su habilidad sobrenatural.

## Therriault
También conocido como 'Tambor', fue un asesino que aterrorizaba a la ciudad poniendo bombas por simple diversión. Incluso después de suicidarse, sigue vagando como un fantasma que atormenta a Jamie tanto en sus pesadillas como en la vida real. Al parecer, una luz fatua lo poseyó, cosa que permite que siga existiendo en el plano astral incluso después de pasado el tiempo en que los muertos desaparecen.

## El profesor
El vecino de Jamie quién este mismo ayuda a encontrar unos anillos de boda de su esposa muerta. Su verdadero nombre es Burkett y es quien le enseña a Jamie el cómo hacer para vencer a Therriault (usando el rito de Chüd).

## Tia Conklin
La madre de Jamie, agente editora y buena amiga de Regis Thomas, uno de sus mejores clientes. Es la primera en saber sobre el poder sobrenatural de su hijo. Tiene una relación íntima y amorosa con Liz que no dura mucho debido al problema de drogas en la que la detective estaba involucrada.